# Wereldkampioenschappen openwaterzwemmen 2005
Openwaterzwemmen was een van de vijf sporten die deel uitmaakte van de Wereldkampioenschappen zwemsporten 2005, de andere sporten waren Zwemmen, Schoonspringen, Synchroonzwemmen en Waterpolo. De wedstrijden vonden plaats van 17 tot en met 23 juli 2005 in Montreal, Canada.

## Medaillespiegel
| Plaats | Land             | Goud | Zilver | Brons | Totaal |
| 1      | Nederland        | 2    | 0      | 1     | 3      |
| 2      | Duitsland        | 1    | 2      | 1     | 4      |
| 3      | Verenigde Staten | 1    | 2      | 0     | 3      |
| 4      | Spanje           | 1    | 0      | 0     | 1      |
| 4      | Rusland          | 1    | 0      | 0     | 1      |
| 6      | Italië           | 0    | 1      | 2     | 2      |
| 7      | Australië        | 0    | 1      | 0     | 1      |
| 8      | Bulgarije        | 0    | 0      | 2     | 2      |
| Totaal | Totaal           | 6    | 6      | 6     | 18     |

## Podia

### Mannen
| Afstand:     | Goud:                          | Tijd    | Zilver:                        | Tijd    | Brons:                   | Tijd    |
| 5 kilometer  | Thomas Lurz Duitsland          | 51.17   | Chip Peterson Verenigde Staten | 51.18   | Simone Ercoli Italië     | 51.18   |
| 10 kilometer | Chip Peterson Verenigde Staten | 1:46.38 | Thomas Lurz Duitsland          | 1:46.45 | Petar Stoychev Bulgarije | 1:46.50 |
| 25 kilometer | David Meca Spanje              | 5:00.21 | Brendan Capell Australië       | 5:00.23 | Petar Stoychev Bulgarije | 5:00.28 |

### Vrouwen
| Afstand:     | Goud:                    | Tijd    | Zilver:                      | Tijd    | Brons:                   | Tijd    |
| 5 kilometer  | Larisa Iltsjenko Rusland | 55.40   | Margy Keefe Verenigde Staten | 55.44   | Edith van Dijk Nederland | 55.46   |
| 10 kilometer | Edith van Dijk Nederland | 1:56.00 | Federica Vitale Italië       | 1:56.02 | Britta Kamrau Duitsland  | 1:56.04 |
| 25 kilometer | Edith van Dijk Nederland | 5:25.06 | Britta Kamrau Duitsland      | 5:25.06 | Laura La Piana Italië    | 5:25.11 |